# Kōsuke Kitani
Kōsuke Kitani (japanisch 木谷 公亮 Kitani Kōsuke; * 9. Oktober 1978 in der Präfektur Chiba) ist ein ehemaliger japanischer Fußballspieler.

## Karriere
Kitani erlernte das Fußballspielen in der Schulmannschaft der Shutoku High School und der Universitätsmannschaft der Kokushikan-Universität. Seinen ersten Vertrag unterschrieb er 2001 bei den Omiya Ardija. Der Verein spielte in der zweithöchsten Liga des Landes, der J2 League. 2004 wurde er mit dem Verein Vizemeister der J2 League. Für den Verein absolvierte er 46 Ligaspiele. 2005 wechselte er zum Ligakonkurrenten Vegalta Sendai. 2009 wurde er mit dem Verein Meister der J2 League. Für den Verein absolvierte er 159 Ligaspiele. 2010 wechselte er zum Ligakonkurrenten Sagan Tosu. 2011 wurde er mit dem Verein Vizemeister der J2 League und stieg in die J1 League auf. Für den Verein absolvierte er 75 Ligaspiele. 2013 wechselte er zum Zweitligisten FC Gifu. Für den Verein absolvierte er 42 Ligaspiele. Ende 2014 beendete er seine Karriere als Fußballspieler.